# Pío Mollar Franch
Pío Mollar Franch (Valencia, 1878 – Valencia, 28 de agosto de 1953) fue un escultor e imaginero español.

## Biografía
En una prestigiosa revista de la época titulada Ribalta, del año 1946 decía del escultor: Pio Mollar Franch es un viejo maestro joven, respetado, admirado y querido de todos. Nació para escultor y de su estudio salieron buenos escultores. Aún vive para el arte y hay que verle con la gubia en las manos y el gusto en el concepto estimulándonos. Discípulo de nuestro San Carlos y de aquel estudio de D. Modesto Quilis en su mejor época. Supo elevar la imaginería a primera línea.
Cursó estudios artísticos en la Real Academia de San Carlos, donde tuvo por maestros a los escultores Modesto Quilis y Miguel Blay.
Concurrió a varias exposiciones colectivas, consiguiendo Medalla de Oro en la Iberoamericana de Madrid, en 1905; la Regional Valenciana, en 1909, y la Hispanoamericana, de México, en 1910.
Falleció en Valencia, el 28 de agosto de 1953, a los 75 años de edad.

## Obra
Su obra es muy extensa, cultivando la estatuaria en mármol, bronce y madera policromada. Se especializó en la escultura de carácter religioso, pasando de 3.500 las esculturas existentes entre toda España y América. Se halla representada en el Museo de Bellas Artes de Valencia y en numerosas colecciones oficiales y privadas españolas y extranjeras. También practicó la decoración artística en madera tallada, con diversos estilos y órdenes, habiendo realizado en su taller más de 800 obras entre las que existen altares, retablos y otros trabajos complementarios de templos.

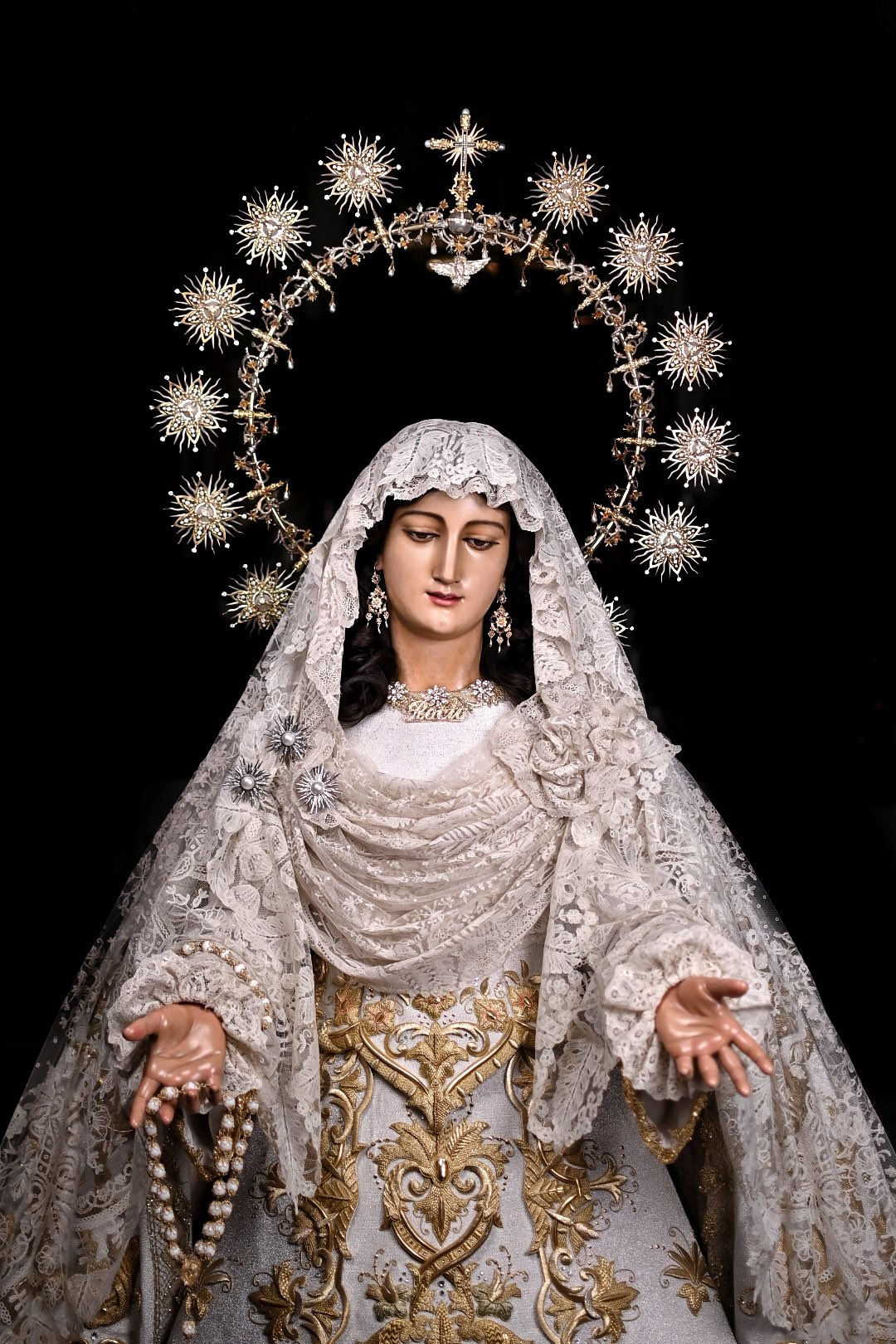
María Santísima del Rocío Coronada. Obra de Pío Mollar en 1935. La Novia de Málaga es la imagen más conocida del imaginero y una de las más populares de la ciudad andaluza.

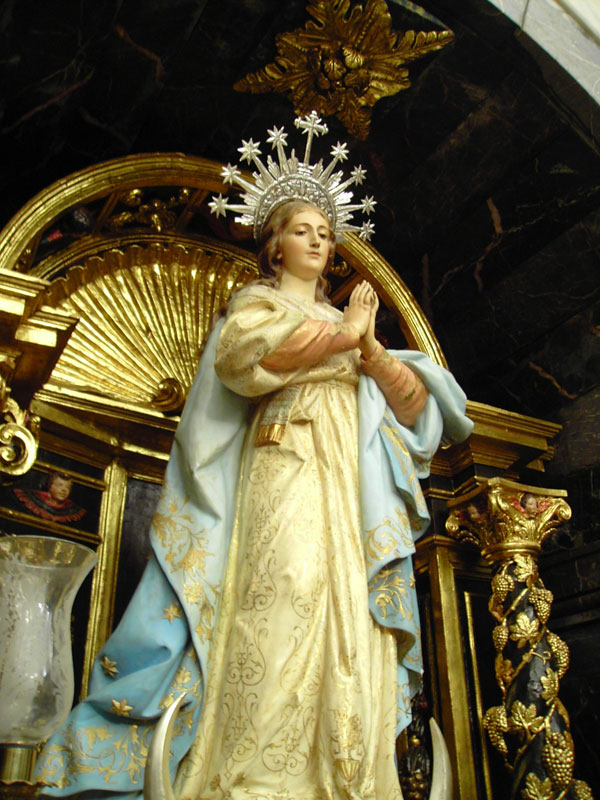
Inmaculada del monasterio de Guadalupe, Cáceres (1935).

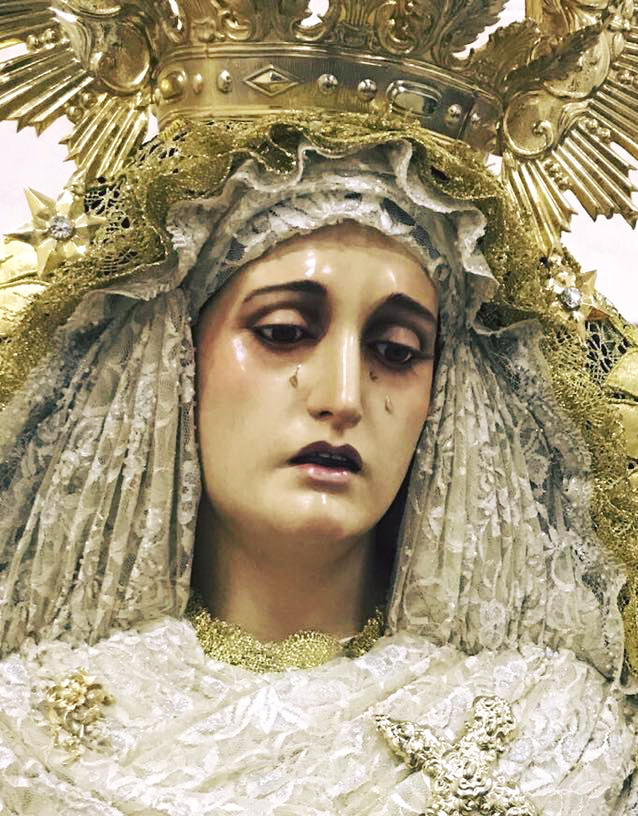
Virgen de la Soledad de Bolaños de Calatrava (1941).

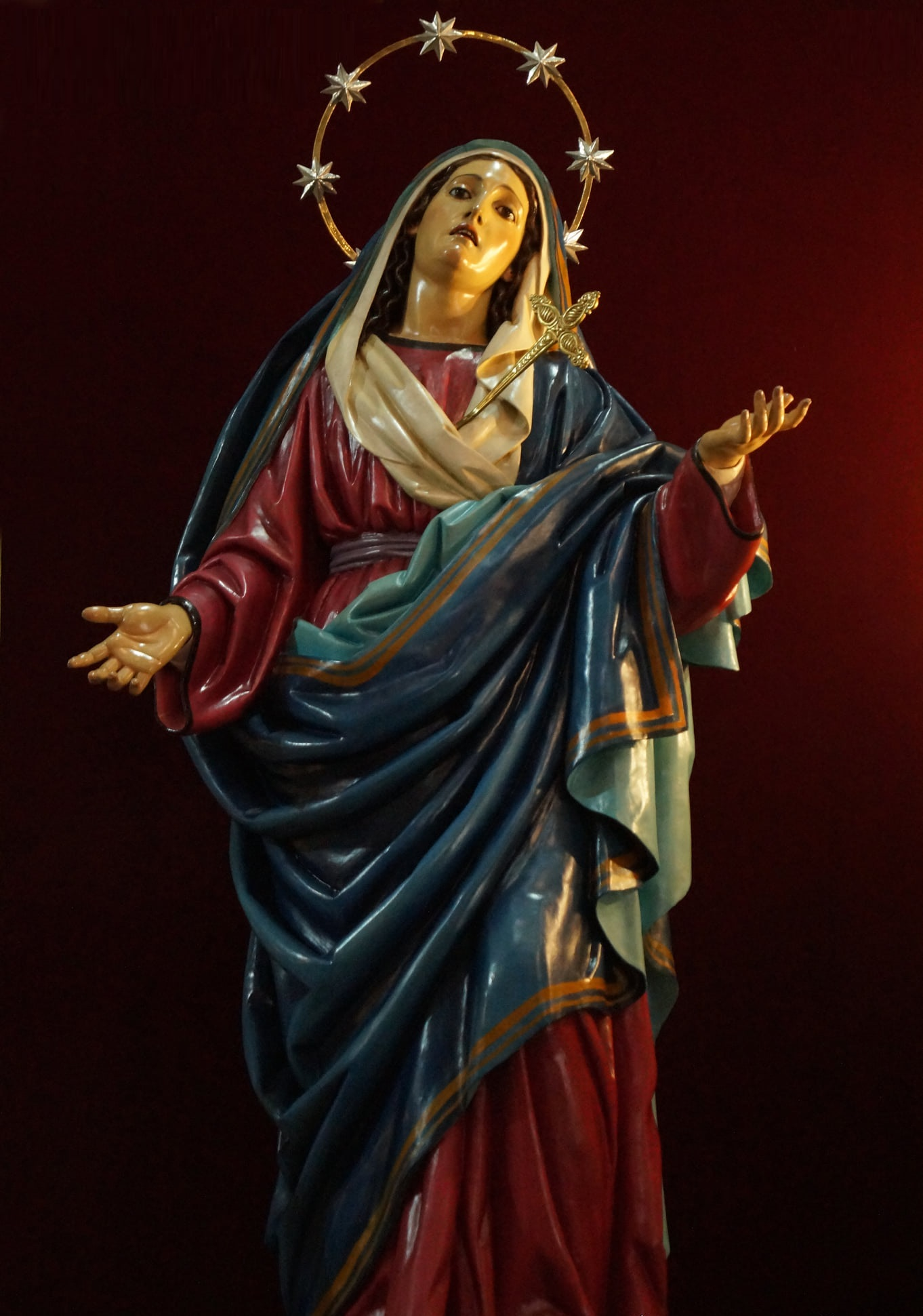
Virgen de los Dolores, Aspe (1945)

### Obra civil

#### Lima (Perú)
- Monumento a la Raza Española, 1930.

#### Valencia
- Francisco Pizarro, 1930

### Obra religiosa

#### Alfaz del pi (Alicante)
- Santisimo Cristo del Buen Acierto, 1939

#### Albatera (Alicante)
- Grupo escultórico de La Samaritana, 1941.

#### Almodóvar del Río (Córdoba)
- Virgen de los Dolores, 1942.

#### Archidona (Málaga)
- Cristo Resucitado, 1925.
- Cirineo, 1921.

#### Aspe (Alicante)
- Virgen de los Dolores, 1945

Ávila
- Nuestra Señora del Consuelo, Ermita de San Esteban, 1923.

#### Benavente (Zamora)
- Cristo Yacente, 1922.
- Dolorosa, 1918.
- Oración en el Huerto, 1916.

#### Benimeli (Alicante)
- Ecce Homo, 1940.

#### Bolaños de Calatrava (Ciudad Real)
- Ntra. Sra. de la Soledad (Bolaños). 1941

#### Burgos
- El Prendimiento, 1927.

#### Cabra
- Cristo de la Expiración.

#### Cádiz
- Inmaculada, 1928.
- Virgen de la Esperanza,Sanlúcar de Barrameda, 1927

#### Cuenca (España)
- Villares del Saz: Santísimo Cristo del Perdón, 1933.
- Villarejo de Fuentes: Cristo de los Pastores, 1937.
- Horcajo de Santiago: Inmaculada Concepción, 1939.
- Mota del Cuervo: Cristo de la Columna
- Torrubia del campo: Virgen del Valle

#### Elche de la Sierra (Albacete)
- Virgen de los Dolores.

#### Elda (Alicante)
- Cristo Yacente, 1939.
- Virgen de la Salud (patrona), 1940.
- Santísimo Cristo del Buen Suceso (patrón), 1940.
- Virgen de la Soledad, 1941.

#### Guadalupe (Cáceres)
- Inmaculada, Principios del siglo XX.
- Sagrado Corazón, Principios del siglo XX.
- San Francisco, Principios del siglo XX.

#### Jódar (Jaén)
- Santísimo Cristo de la Misericordia, 1939.

#### La Roda (Albacete)
- Sagrado Corazón de Jesús.

#### León

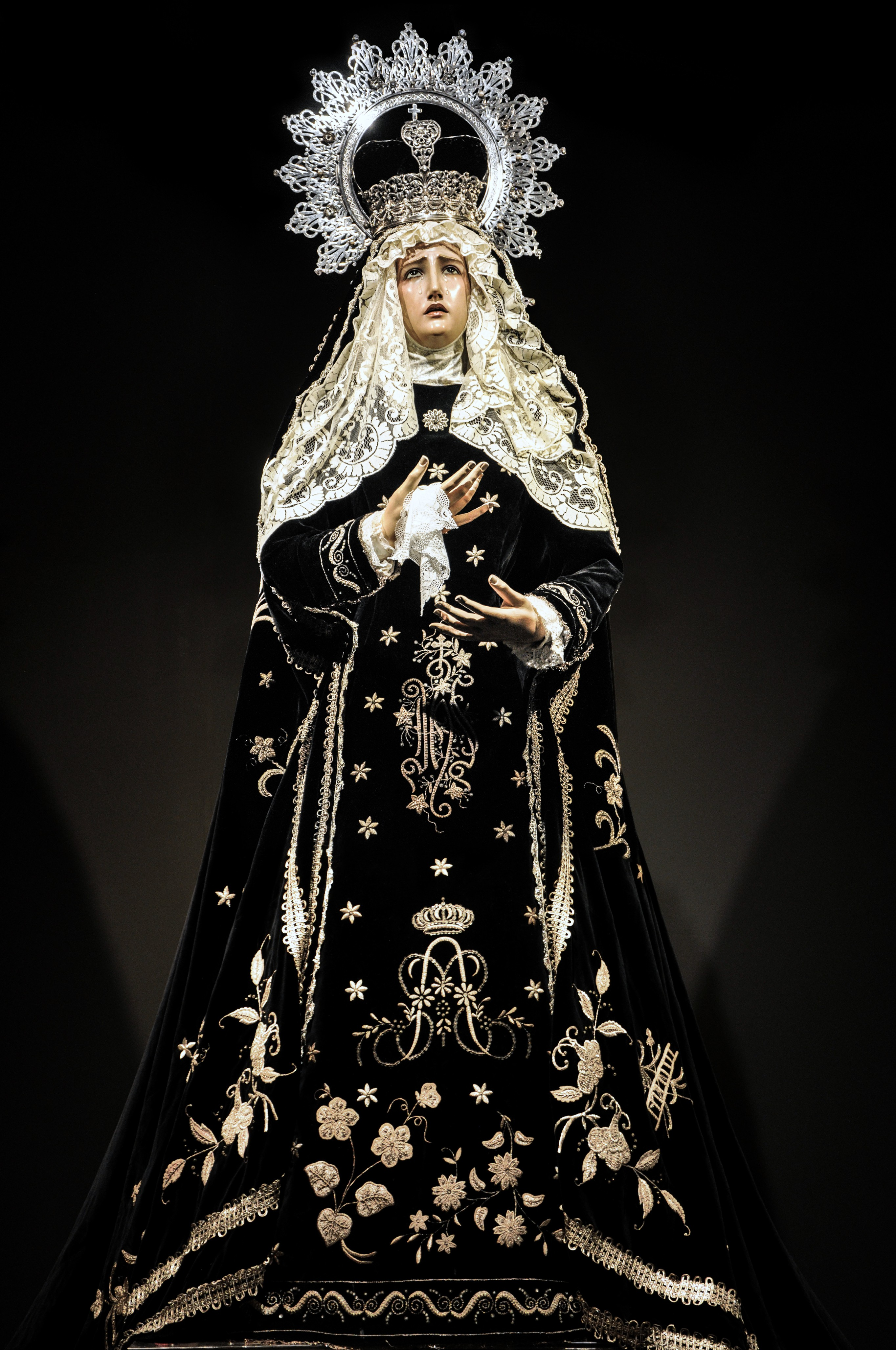
Virgen de la Soledad, obra de 1917. Fue la primera imagen en procesionar bajo palio en la ciudad de León. Recibe el sobrenombre de Virgen Guapa o Pena Bonita.

- Virgen de la Soledad, 1917.

#### Málaga
Una de las principales provincias en obtener imaginería religiosa de Pío Mollar. Muchas de las imágenes fueron pasto de las llamas en la quema de conventos de 1931 y 1936.
- María Santísima del Rocío, 1931. Destruida en la Quema de Iglesias y Conventos de 1931.[5]
- María Santísima del Rocío Coronada, 1936. Cofradía del Rocío.
- Nazareno de los Pasos en el Monte Calvario, 1937 -retirada de culto público-. Cofradía del Rocío.[6]
- Sagrada Cena y apostolado, 1925. Desaparecido por completo en un incendio en 1969.[7]
- Cristo de la Expiración, ¿1928?. Archicofradía de la Expiración.[8]
- María Magdalena, 1927. Archicofradía de la Expiración.[8]
- Santo Cristo Expirante, 1930. Hermandad del Santísimo Cristo de la Sangre de Arriate (Málaga). Destruido en la Quema de Conventos de 1936.

#### Membrilla (Ciudad Real)
- Ntra. Sra. Virgen del Espino, Patrona de Membrilla, 1945.

#### Mérida (Badajoz)
- Jesús a su Entrada en Jerusalén, 1938.

#### Montoro (Córdoba)
- Nuestra Señora de las Angustias, 1941.
- Padre Jesús Nazareno, 1940
- Nuestra Señora de los Dolores, 1940
- San Juan, 1940
- Santa Mujer Verónica, 1940
- Santa Mujer María Magdalena, 1940

Moixent (Valencia)
- San Francisco de Asís, 1942
- Inmaculada Concepción, 1943

#### Moriles (Córdoba)
- Nuestra Señora de los Dolores, 1933.
- María Santísima “La Blanca Paloma” ,1933.

#### Palma del Río (Córdoba)
- Jesús Nazareno.
- Maria Santísima de la Piedad (desapareció en un incendio intencionado en diciembre de 2014, aunque esta restaurada por Manuel Jacob Quero, y presenta los mismos rasgos perdidos en el incendio).
- San Juan evangelista.

- Cristo Yacente del Santo Sepulcro, 1941.

#### San Pedro del Pinatar (Región de Murcia)
- Apóstol San Pedro (Patrón)
- Virgen del Carmen (Patrona)
- Santo Sepulcro

#### Sanlúcar de Barrameda (Cádiz)
- Virgen de la Esperanza, 1927.

#### Sanlúcar La Mayor (Cádiz)
- Cristo de la Veracruz, 1918.

#### Sevilla
- Inmaculada Concepción, 1920, Colegio de la Salle la Purísima, Calle San Luis, restaurada por Ricardo Llamas y Miguel Angel Perez en 2010.

#### Tabernes Blanques (Valencia)
- Virgen de los Desamparados, 1939.

#### Utrera (Sevilla)
- Nuestro Señor Jesucristo Orando en el Huerto (1917). Hermandad de los Nazarenos. Salida procesional el Domingo de Ramos. Restauración en 1996 por Encarnación Hurtado Molina y José Antonio Sanmartín Ledesma. Última intervención y restauración en 2017 por Fernando Aguado Hernández.

#### Valdepeñas de Jaén (Jaén)
- Inmaculada Concepción. Patrona de Valdepeñas de Jaén. Iglesia Parroquial de Santiago Apóstol. Restaurada por Antonio Custodio López García en 2016.

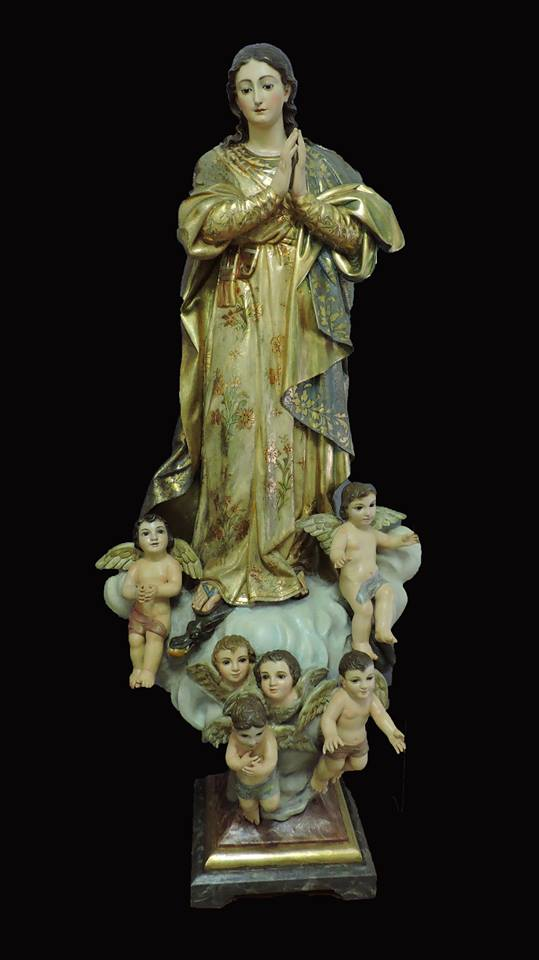
Inmaculada Concepción de Valdepeñas de Jaén. Pío Mollar Franch (1878-1953)

#### Valencia
- Virgen del Carmen, principios del siglo XX.

#### Villarrobledo
- San Blas, 1943.
- Inmaculada Concepción.
- Retablo de la Iglesia de San Juan de la Penitencia (Convento de Santa Clara).
- Retablo de San José (desaparecido).

#### Villarrubia de los Ojos (Ciudad Real)
- Ntra. Sra. de la Soledad, 1941.
- Santa Clara de Asís, 1941.
- San Francisco de Asís.
- Inmaculada Concepción.